# Klenovac (Bosanski Petrovac)
Klenovac (szerbül: Кленовац) szerb falu Bosznia-Hercegovinában, a Bosznia-hercegovinai Föderáció Una-Szanai kantonjában, Bosanski Petrovac községben.

## Fekvése
Bosznia-Hercegovina nyugati részén, Bihácstól légvonalban 65, közúton 76 km-re délkeletre, Bosanski Petrovactól légvonalban 19, közúton 23 km-re keletre, a Bosanski Petrovac - Ključ út mentén, a Bravski polje végén található. A fiatalabb településekhez tartozik. A házak egymás mellett helyezkednek el, a település úti település jellegű. Nincsenek források, a település víztelen.

## Népessége
| Nemzetiségi csoport | Népesség 1991 | Népesség 2013 |
| ------------------- | ------------- | ------------- |
| Szerb               | 224           | 71            |
| Bosnyák             | 0             | 0             |
| Horvát              | 1             | 2             |
| Jugoszláv           | 1             | 0             |
| Egyéb               | 3             | 0             |
| Összesen            | 229           | 73            |

## Története
Kokoroš Hantól keletre és a Klenovac-forrástól nyugatra egy római mérföldkőre bukkantak. Ez jelezte a római utat, amely Dalmáciából a Szana völgyébe vezetett.
Az áprilisi háború és Jugoszlávia 1941-es kapitulációja után ez a falu, valamint az egész Petrovac régió tragikus eseményeket élt át. Megalakult a Független Horvát Állam kormánya, így a csendőrség is Klenovacon kapott helyet. Július 27-én az usztasák elfogtak néhány helyi lakost, vagy ők maguk advák fel magukat, nem gondolva, hogy a hatóságok ilyet tehetnek, és a csendőrlaktanyába zárták őket. Másnap, július 28-án történt a vidék történetének legnagyobb háborús bűne melyet békés, ártatlan falusiak ellen hajtottak végre. Valamennyi elfogottat lelőtték a csendőrállomás közvetlen közelében. Ezt követően a lakosság csatlakozott a felkelőkhöz, akik akkoriban kezdték meg tevékenységüket Drvar környékén.Ebben a csatában sok harcos és civil vesztette életét. Tiszteletükre emlékművet állítottak, amely Jugoszlávia összeomlása után leromlott.
A daytoni békeszerződést követő területmegosztást követően település egy kisebb része a Szerb Köztársaságban levő Petrovac községhez tartozik.

## Fordítás
- Ez a szócikk részben vagy egészben  a   Klenovac című bosnyák Wikipédia-szócikk ezen változatának fordításán alapul.  Az eredeti cikk szerkesztőit annak laptörténete sorolja fel. Ez a jelzés csupán a megfogalmazás eredetét és a szerzői jogokat jelzi, nem szolgál a cikkben szereplő információk forrásmegjelöléseként.